# Good Time (canción de Paris Hilton)
«Good Time» — en español: Buen Rato, es una canción de la cantante y actriz estadounidense Paris Hilton con la colaboración del rapero Lil Wayne, el 8 de octubre de 2013 fue lanzado como primer sencillo del segundo álbum de la cantante. Este representa su retorno musical desde el álbum Paris lanzado en 2006. La canción fue escrita y producida por Afrojack con la composición adicional proporcionada por Paris Hilton y Lil Wayne. Una fiesta de lanzamiento del sencillo se celebró en Create Nightclub de SBE en Hollywood el 8 de octubre.

## Video musical
El video musical de «Good Time» fue grabado en una mansión en Hollywood Hills, y fue dirigido por Hannah Lux Davis. Fue lanzado el 8 de octubre de 2013. Los efectos visuales fueron creados por GloriaFX. En el video musical se encuentra Hilton de manera seductora en una fiesta, girando alrededor de la piscina, mientras que Lil Wayne rapea sus líneas. Hilton lleva un traje de baño tachonado con cristales de Swarovski. El vídeo se estrenó en RollingStone.com el 7 de octubre de 2013.

## Posicionamiento en listas

### Semanales
| Estados Unidos | Hot Dance/Electronic Digital Songs | 18 |